# Judith (Film)
Judith ist ein britisches Filmdrama des Regisseurs Daniel Mann aus dem Jahr 1966, basierend auf einer Erzählung von Lawrence Durrell. Die Erstaufführung in Deutschland fand am 25. Februar 1966 statt.

## Handlung
Palästina, kurz vor Ende des britischen Mandats 1948. Die Hagana, eine jüdische Untergrundorganisation, findet heraus, dass ein ehemaliger deutscher Panzerkommandeur, General Schiller, die Araber in Kampftaktik unterweist. Zwar können die Mitarbeiter der Hagana Schiller nicht auffinden, doch sie erfahren von seiner jüdischen Ex-Frau Judith. Sie wird nach Palästina geschmuggelt und kommt in einem Kibbuz in die Obhut des Hagana-Anführers Aaron Stein. Schiller hatte während des Krieges seine Frau verlassen und ihren gemeinsamen Sohn mitgenommen. Judith wurde daraufhin ins KZ Dachau deportiert, wo sie in einem Offiziersbordell arbeiten musste.
Judith kann sich mit den strengen Regeln des Kibbuzlebens nicht anfreunden. Auch kann sie nichts über Schillers Aufenthaltsort sagen. Doch Stein hofft, dass Judith ihren Ex-Mann identifizieren kann. Sie soll den britischen Kommandeur, Major Lawton, um Hilfe bitten. Judith reist nach Haifa und trifft dort den Kommandeur. Sie kann ihn dazu bewegen, nach Schiller Ausschau zu halten. Lawton bekommt heraus, dass Schiller sich zuletzt in Damaskus, der syrischen Hauptstadt, aufgehalten hat.
Judith, Stein und ein weiterer Mann werden nach Damaskus geschmuggelt. Nach Tagen der Suche finden sie Schiller. Beim Kidnapping des Generals wird dieser von seiner Ex-Frau angeschossen und verwundet. Schiller wird nach Palästina gebracht und verhört, doch er verweigert die Preisgabe von Informationen. Schiller wird mit Judith allein gelassen und bittet sie um Verzeihung. Als die Araber den Kibbuz angreifen, verrät Schiller die Taktikpläne, die er gelehrt hat. Außerdem verrät er Judith den Aufenthaltsort ihres Sohnes. Schiller stirbt bei einem arabischen Bombenangriff.

## Kritiken
„Ein wenig differenziertes Frauenschicksal im Rahmen vereinfachter Zeitgeschichte. Darstellerisch zum Teil vorzüglich.“

„Ein in halb-dokumentarisch gehaltener Spielfilm über eine Episode bei der Staatsgründung Israels. Sehr empfehlenswert.“

## Hintergrund
- Hauptdarstellerin Sophia Loren kam oscarprämiert zu diesem Film. Sie wurde 1962 als beste Hauptdarstellerin für Und dennoch leben sie geehrt und bekam 1991 einen Ehren-Oscar verliehen.
- Jack Hawkins Markenzeichen waren seine Darstellungen von Offizieren bzw. Offiziers-Veteranen.
- Hans Verner, der den deutschen General spielt, ist gebürtiger Düsseldorfer. Sein Film-Debüt gab er 1951 im letzten Film von Stan Laurel und Oliver Hardy Atoll K.
- Frank Wolff, gebürtiger US-Amerikaner, war in seiner Heimat als Schauspieler eher unterbeschäftigt. Er ging nach Italien und wurde dort ein gefragter Darsteller in Italowestern. Seine bekannteste Rolle war die des Farmers McBain in Sergio Leones Spiel mir das Lied vom Tod.
- Peter Burton stellte in James Bond jagt Dr. No Major Boothroyd dar. Für den nächsten James-Bond-Film stand Burton nicht zur Verfügung und wurde von Desmond Llewelyn ersetzt, der bis zu seinem Tod 1999 die Figur des Erfinders Q spielte.
- Der Film war das erste von insgesamt fünf Filmprojekten des Produzenten Kurt Unger.
- Filmeditor Peter Taylor kam wie Sophia Loren oscarprämiert zum Set. Er gewann seinen Oscar 1958 für Die Brücke am Kwai. Production-Designer Wilfred Shingleton gewann 1948 als Ausstatter einen Oscar für Geheimnisvolle Erbschaft, Ton-Ingenieur John Cox 1963 für Lawrence von Arabien. Cox’ Kollege David Hildyard kam nach diesem Film zweimal zu Oscar-Ehren: 1972 für Anatevka und 1973 für Cabaret. Kostüm-Designerin Yvonne Blake gewann 1972 einen Oscar für ihre Arbeit an Nicholas und Alexander.
- Als Second-Unit-Director des Films fungierte der spätere Regisseur Nicolas Roeg.